# Recurvirostra
Recurvirostra – rodzaj ptaków z rodziny szczudłonogów (Recurvirostridae).

## Zasięg występowania
Rodzaj obejmuje gatunki występujące w Eurazji, Afryce, Australii i Ameryce.

## Morfologia
Długość ciała 40–51 cm, rozpiętość skrzydeł 68–80 cm, długość skoku 77–105 mm; masa ciała 195–476 g. 

## Systematyka

### Etymologia
- Recurvirostra: łac. recurvus „zgięty, zakrzywiony do tyłu”, od recurvare „zginać”; rostrum „dziób”[6].
- Trochilus: łac. trochilus albo „mały ptak leśny” albo „ptak nadrzeczny”, od gr. τροχιλος trokhilos „mały ptak” wspomniany przez Arystotelesa, utożsamiany przez późniejszych autorów ze strzyżykami z rodzaju Troglodytes. Nazwę tę później wykorzystali Arystoteles, Herodot, Atenajos, Arystofanes i Dionizjusz na opisanie „krokodyla-ptaka” (tak nazwany, ponieważ żywił się pijawkami z otwartych szczęk wygrzewających się krokodyli), zidentyfikowanego przez późniejszych autorów z pijawnikiem, czajką szponiastą lub brodźcem piskliwym[7]. Gatunek typowy: Recurvirostra avosetta Linnaeus, 1758.
- Avocetta: fr. Avocette „szablodziób”[8]. Gatunek typowy: Recurvirostra avosetta Linnaeus, 1758.

### Podział systematyczny
Do rodzaju należą następujące gatunki:
- Recurvirostra avosetta Linnaeus, 1758 – szablodziób zwyczajny
- Recurvirostra novaehollandiae Vieillot, 1816 – szablodziób australijski
- Recurvirostra americana J.F. Gmelin, 1789 – szablodziób amerykański
- Recurvirostra andina R.A. Philippi, Sr., & Landbeck, 1861 – szablodziób andyjski